# 麥迪遜·基絲
麥迪遜·基絲（英語：Madison Keys，1995年2月17日—），美國職業網球女運動員，一座大滿貫得主，职业生涯至今赢得了10個WTA巡回賽冠軍頭銜。最高單打世界排名记录為第5位。
2009年，14岁的基絲轉職業，同年便擊敗了剛剛贏得溫網冠軍的小威廉絲。2015年澳洲網球公開賽，晉級路上淘汰大威廉絲，在四強上敗給世界第一小威廉絲。2017年美國網球公開賽，基絲在四強賽中以6-1、6-2擊敗范德維，在決賽上以3-6、0-6則敗給斯蒂芬斯，獲得2017美國網球公開賽女單亞軍。
2025年澳洲網球公開賽，基絲以19號種子的身份，在晉級路上連克柯林斯、萊巴金娜、斯維托莉娜、斯瓦泰克，並於決賽擊敗世界第一，两届衛冕冠軍薩巴倫卡取得生涯首座大滿貫冠軍，同時實時WTA單打世界排名回到第7位。她是公開賽時代中最年長的首度贏得澳洲公開賽女子單打冠軍的球員，同時是公開賽時代中首兩次大滿貫決賽間隔時間最長的球員，也是自2005年小威廉姆斯以來首位在澳洲公開賽同時擊敗世界第一，世界第二奪冠的球員。
基絲以强力的正手击球，高速的发球，以及进攻型的打法著称，是大小威时代后美国网坛的代表人物之一。凯斯在各种场地上都取得了成功，在每种场地上都赢得过至少一个冠军。

## 早年生活和背景
凯斯于1995年2月17日出生在美国伊利诺伊州西北部四城之一的罗克岛。她的父母里克和克里斯汀都是律师，她的父亲是奥古斯塔纳学院的三级全美大学篮球运动员。她有一个姐姐叫悉尼，还有两个妹妹，蒙大拿和亨特，她们都不打网球。
凯斯对网球的热爱始于很小的时候。她对这项运动的兴趣源于四岁时在电视上看温布尔登网球赛。凯斯看到了维纳斯·威廉姆斯的白色网球裙，她也想要，父母答应如果她开始打网球就给她买一条。她的父亲说，在这笔交易之后，“凯斯所做的就是试着把球打到隔壁的院子里——本垒打。” 
凯斯开始在莫林的四城网球俱乐部打网球。她从七岁开始定期上课，九岁开始参加比赛。
十岁时，她和母亲和妹妹搬到了佛罗里达州，在那里她可以在埃弗特网球学院训练，该学院由约翰·埃弗特创立，他的妹妹、国际网球名人堂成员克里斯·埃弗特也部分负责管理。起初，约翰说他“认为她非常有运动天赋，身体上很有天赋。她的击球技术肯定需要改进。”凯斯指出，她刚进入学院时的表现与成为职业球员时非常不同，她说道：“我不喜欢击球，也不太喜欢长分，所以我会跑到网前试着截击。” 尽管如此，凯斯的教练们还是对她寄予厚望。克里斯说：“她才 12 岁，就已经是一名全能型球员了；她并不是单一的，这在当今这个时代相当罕见。” 

## 职业生涯

### 青少年时期
当凯斯12岁时，她在12岁以下女子组比赛中取得了23胜2负的战绩，其中在2007年更是以19胜0负的完美成绩收官。她最引人注目的冠军头衔是赢得了12岁以下青少年组的橘子碗（Junior Orange Bowl）。
13岁时，凯斯开始参加18岁以下的国际网球联合会（ITF）赛事。2009年1月，她在哥斯达黎加赢得了Copa del Café这一高级别的一级赛事，成为该赛事26年历史上首位夺冠的美国选手。同年晚些时候，她的教练约翰·埃弗特（John Evert）评价道：“她年纪轻轻就具备强大的武器。世界顶级球员通常都拥有这样的武器，但需要时间去培养。然而，年仅14岁的麦迪逊（Madison）就能发出像职业巡回赛上一些顶尖球员一样强劲的发球和正手击球。”
15岁时，凯斯仅参加了五场ITF青少年巡回赛，而是选择在同一时期参加了八场ITF职业巡回赛。那一年，她的最佳成绩是在B1级泛美封闭ITF锦标赛（Pan American Closed ITF Championships）中赢得单打和双打冠军，该赛事是青少年巡回赛中最高级别的地区赛事。2011年美网结束后，凯斯正式转战职业巡回赛。当时，她在ITF青少年排名中位列第16位，创造了个人最佳排名。此时，她的身高已达5英尺10英寸（约1.78米），发球时速可达115英里（约185公里/小时），并且能够打出强有力的正反手制胜分。

### 2009–2012：十四岁初绽锋芒，WTA巡回赛首胜，击败小威廉姆斯
凯斯在2009年2月，也就是她14岁生日时正式转为职业选手。几个月后，她在蓬特韦德拉海滩锦标赛（Ponte Vedra Beach Championships）上演了WTA巡回赛首秀，而在此之前，她仅参加过一场职业赛事，并在首轮落败。首次亮相WTA赛场时，她直落两盘击败了世界排名第81位的阿拉·库德里亚夫采娃。14岁零48天的她成为史上第七年轻的WTA巡回赛正赛胜者，同时也是自1994年玛蒂娜·辛吉斯以来最年轻的选手。头号种子娜迪亚·佩特洛娃在下一轮淘汰了凯斯。由于WTA的年龄限制政策，她当年无法再参加其他WTA赛事。
尽管如此，凯斯仍通过参加世界网球团体赛（World TeamTennis）获得了与顶级职业球员对战的机会，代表费城自由队（Philadelphia Freedoms）出战。年仅14岁的她在一盘五局制的比赛中战胜了当时世界排名第二、刚刚赢得温网冠军的小威廉姆斯。

## 大滿貫

### 女單冠军（1)
| 年度 | 赛事 | 场地 | 决赛对手 | 对手国籍 | 胜方比分      |
| 2025 | 澳網 | 硬地 | 萨巴伦卡 | 白俄罗斯 | 6-3、2-6、7-5 |

### 女單亞軍（1）
| 年度 | 赛事 | 场地 | 决赛对手 | 对手国籍 | 胜方比分 |
| 2017 | 美網 | 硬地 | 史蒂芬斯 | 美國     | 6–3、6–0 |

## WTA巡回赛
截至2025年1月，除了一座大满贯之外，基絲在过去的职业生涯中赢得了九個WTA巡回賽冠軍。

### WTA1000賽
2019年辛辛那提大師賽（Western & Southern Open），基絲在決賽中擊敗斯維特拉娜·庫茲涅佐娃（Svetlana Kuznetsova）。

### WTA500賽
1. 2016年伯明翰精英賽（Aegon Classic），在草地場上擊敗芭博拉·史翠可娃（Barbora Strýcová）。
2. 2017年硅谷网球精英赛（Bank of the West Classic），決賽中擊敗可可·范德維奇。
3. 2023年伊斯特本國際賽（Eastbourne International），擊敗達里亞·卡薩特金娜，奪得冠軍。
4. 2025年阿德萊德國際賽（Adelaide International），擊敗潔西卡·佩古拉，奪得冠軍。

### WTA250賽
1. 2014年伊斯特本國際賽（Aegon International），她擊敗安吉莉克·科貝爾，奪得職業生涯首冠。
2. 2019年查爾斯頓公開賽（Volvo Car Open），基絲在綠土場上擊敗卡洛琳·沃茲尼亞奇。
3. 2022年阿德萊德國際賽（Adelaide International），她擊敗艾莉森·里斯克，贏得冠軍。
4. 2024年斯特拉斯堡國際賽（Internationaux de Strasbourg），基絲在紅土場上擊敗丹妮爾·柯林斯。[11]

## 家庭和个人生活

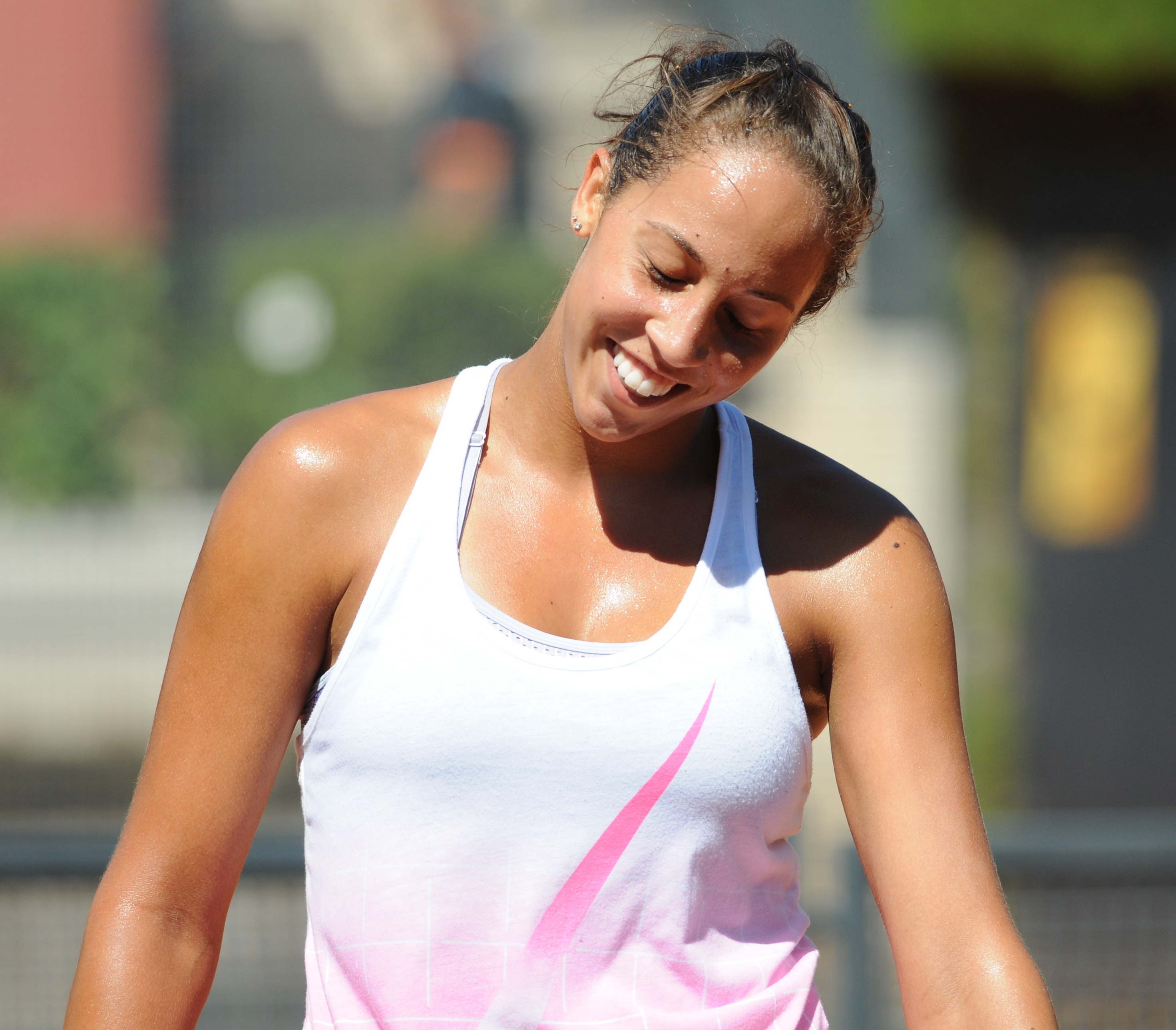
凯斯

2019年《福布斯》統計收入最高的女運動員，麥迪遜·基絲以年收入550萬美元，排名第14名。
2020年，基絲创办了慈善基金会“Kindness Wins Foundation”，旨在支持青少年参与体育运动和教育。
2024年11月，基絲与教练男友，前ATP选手比约恩·弗拉坦杰洛于查尔斯顿举行婚礼，一众美国网球明星出席，包括：詹妮弗·布雷迪、杰西卡·佩古拉、斯隆·史蒂芬斯、泰勒·汤森和米切尔·克鲁格。